# Bana Tchanilé
Bana Tchanilé est un footballeur puis entraîneur togolais de football. Il est surtout connu pour être à l'origine du "Bahreïngate" en 2010, en étant suspendu à vie par la FIFA. Il est le frère de Tchakala Tchanilé (sélectionneur du Togo entre 2014 et 2015).

## Biographie
Sélectionneur de 2000 à 2002 du Togo et de 2006 à 2007 du Niger, il participe à la CAN 2002. Il est remercié du poste de sélectionneur du Niger pour « insuffisance de résultats ».
Le 7 septembre 2010, il organise un match avec une fausse équipe togolaise contre le Bahreïn. Ce scandale conduit à son arrestation le lundi 15 novembre 2010 à Lomé aux environs de 23h par la gendarmerie. Il est fortement soupçonné d'avoir organisé la rencontre truquée avec le Bahreïn début septembre. Cette rencontre truquée a rapporté près de 100 millions de Francs CFA.